# Hercegfalvi Zoltán
Hercegfalvi Zoltán (Budapest, 1979. december 31. –) magyar válogatott labdarúgó. A Budapest Honvéd saját nevelésű játékosa, aki kisebb megszakításokkal ugyan, de több mint húsz évet töltött anyaegyesületében. Csatár poszton játszik.
A magyar élvonalban több mint kétszáz mérkőzést játszott és háromszor lépett pályára válogatottként. Külföldön a cseh labdarúgás egyik legismertebb és legsikeresebb klubjában a Slavia Prágában játszott több mérkőzést, valamint igazolt játékosa volt Amerikában a Kansas City Wizardsnak is.

## Pályafutása
Hatéves korától kezdett a Honvédban focizni. A felnőtt első osztályú csapatba 1998-ban került be és 2003-ig a piros-feketéknél 72 mérkőzésen szerepelt és összesen 11 élvonalbeli gólt szerzett. 2003-tól kitérőt tett és a rivális Videoton FCF-t majd 2004-től a Lombard FC Pápát erősítette. Ezután külföldre szerződött, rövid időre a Slavia Praha játékosa lett. 2006-ban visszatért Kispestre és tagja volt a Budapest Honvéd FC 2007-es Magyar labdarúgókupa győztes csapatának. Jelentősebb nemzetközi játéklehetőséghez a válogatott mérkőzések mellett az Intertotó-kupában jutott. Ennek keretében a Videoton FC-vel 2003-ban, a Lombard-Pápával 2005-ben és a Honvéddal 2008-ban játszhatott külföldi csapatok ellen.
2009. július 28-tól a Kansas City Wizardshoz igazolt. Külföldi szereplését kettétörte, hogy egy kinti edzőmérkőzésen súlyosan megsérült, hiszen elszakadt a belső térdszalagja, ami miatt idő előtt befejezte az ottani labdarúgó idényt. Felépülését követően 2011-től újra a Honvéd játékosa lett, de játéklehetőséghez csak a Honvéd II-ben jutott és itt hét másodosztályú mérkőzésen lépett pályára. 2012 januárjában 2014 júniusáig szóló szerződést kötött a Vasassal.

## Sikerei, díjai
- 2007-ben Magyar labdarúgókupa győztes a Honvéddal.

## Statisztika

### Mérkőzései a válogatottban
| Magyarország | Magyarország       | Magyarország                    | Magyarország | Magyarország | Magyarország | Magyarország | Magyarország | Magyarország |
| #            | Dátum              | Helyszín                        | Hazai        | Eredmény     | Vendég       | Kiírás       | Gólok        | Esemény      |
| ------------ | ------------------ | ------------------------------- | ------------ | ------------ | ------------ | ------------ | ------------ | ------------ |
| 1.           | 2003. november 19. | Budapest, Üllői úti Stadion     | Magyarország | 0 – 1        | Észtország   | barátságos   | -            |              |
| 1.           | 2004. április 25.  | Zalaegerszeg, ZTE Aréna         | Magyarország | 3 – 2        | Japán        | barátságos   | -            | 46'          |
| 1.           | 2004. április 28.  | Budapest, Puskás Ferenc Stadion | Magyarország | 1 – 4        | Brazília     | barátságos   | -            | 84'          |
|              | Összesen           |                                 |              | 3            | mérkőzés     |              | 0            | gól          |

## Magánélete
2008 augusztusában apa lett, hiszen megszületett Márk nevű kisfia, akinek édesanyja Berczeli Kriszta playmate.